# Розширення браузера
Розширення браузера (англ. Browser extension) — комп'ютерна програма, яка певним чином розширює функціональні можливості веббраузера, підвищує його безпеку та продуктивність. Залежно від браузера і версії, цей термін може відрізнятися від подібних термінів, таких як плагін (plug-in) або доповнення (add-on).
- Mozilla Firefox був розроблений з ідеєю того, щоб бути маленьким і простим веббраузером, доручаючи досконаліші функцій розширенням Mozilla.
- Microsoft Internet Explorer підтримує розширення починаючи з версії 5.
- У Google Chrome з'явилася підтримка розширень починаючи з версії 4.
- Opera підтримує розширення починаючи з версії 10.
- Apple Safari підтримує розширення починаючи з версії 5.

Синтаксис для розширень може досить відрізнятися для різних браузерів принаймні досить різні, щоб розширення, яке працює на одному браузері, не працювало на іншому. Що стосується інструментів інформаційно-пошукової системи, спробою обійти цю проблему була багатоміткова стратегія, запропонована в проекті Mycroft, базу даних інформаційно-пошукової системи доповнень, який працює на різних браузерах.
Розширення для браузера зазвичай мають доступ до конфіденційних даних, таких як історія перегляду, і вони можуть змінювати деякі налаштування браузера, додавати елементи інтерфейсу користувача або замінювати вміст вебсайту. 

## Google Chrome
- Firebug
- goo.gl URL Shortener
- LibX[en]
- Pinterest Pin It
- Springpad
- Mega Button
- IE Tab
- Offline Google Mail
- exfm music
- Evernote Web Clipper
- LastPass
- Xmarks Bookmark Sync
- Readability
- Send from Gmail
- ScreenR[2]

- Chrome Remote Desktop
- Розширення для перевірки посилань:
  - Link Checker
  - Check My Links
  - WGTools Link Checker
  - RapidShare Link Validator
  - Nope
  - SafeLinks FREE

## Mozilla Firefox
- Extensions:
  - Firebug
  - LibX
  - LinkChecker
  - LiveHTTPHeaders
  - Readability
  - WebDeveloper

- Add-ons:
  - NoScript
  - LastPass Password Manager
  - BrowserProtect
  - HTTPS Finder
  - Master Password+
  - Whois Lookup
  - Host Permissions
  - FEBE
  - Perspectives
  - NoRedirect
  - Search Engine Security

## Доповнення (add-ons) для Internet Explorer
- IE7Pro
- Bringtoolbar
- lastPass
- LibX
- ReadOnWeb
- StumbleUpon

## Плагіни для Safari
- Firebuglite
- LiveShare
- Measureit
- SafariAdBlock
- Xmarks